# Гомбін (гміна)
Гміна Гомбін (пол. Gmina Gąbin) — місько-сільська гміна у центральній Польщі. Належить до Плоцького повіту Мазовецького воєводства.
Станом на 31 грудня 2011 у гміні проживало 11032 особи.

## Площа
Згідно з даними за 2007 рік площа гміни становила 146.71 км², у тому числі:
- орні землі: 68.00%
- ліси: 20.00%

Таким чином, площа гміни становить 8.16% площі повіту.

## Населення
Станом на 31 грудня 2011:
| Опис     | Загалом | Загалом | Чоловіки | Чоловіки | Жінки | Жінки |
| -------- | ------- | ------- | -------- | -------- | ----- | ----- |
| одиниця  | осіб    | %       | осіб     | %        | осіб  | %     |
| все      | 11032   | 100     | 5364     | 48.62    | 5668  | 51.38 |
| міське   | 4152    | 100     | 1976     | 47.59    | 2176  | 52.41 |
| сільське | 6880    | 100     | 3388     | 49.24    | 3492  | 50.76 |

## Сусідні гміни
Гміна Гомбін межує з такими гмінами: Лонцьк, Пацина, Санники, Слубіце, Слупно, Щавін-Косьцельни.